# Peter Maher
Peter Maher (Tuam, 16 de março de 1869 - Baltimore, 22 de julho de 1940) foi um pugilista  irlandês, campeão irlandês dos pesos-pesados e pretenso campeão mundial dos pesos-pesados de 1895 a 1896.

## Biografia
Começando a praticar boxe em 1887, logo em sua sétima luta como profissional, sob as regras do Marquês de Queensberry, Peter Maher conquistou o título de campeão irlandês dos pesos-médios, através de uma vitória, por nocaute, sobre John Seenan.
Dono de uma mão pesada, Maher continuou a pulverizar seus adversários nos anos seguintes, quase sempre terminando seus combates mediante rápidos nocautes, o que acabou lhe rendendo a fama de um dos mais temíveis pugilistas de sua época.
Em 1890, Maher conquistou o título de campeão irlandês dos pesos-pesados, ao vencer Harvey de Cross e, em seguida, após derrotar o canadense Gus Lambert, Maher resolveu mudar-se para os Estados Unidos.
Em 1892, Maher enfrentou Bob Fitzsimmons, pela primeira vez. Fitzsimmons, que detinha o título de campeão mundial dos pesos-médios à época, precisou de doze assaltos para derrotar Maher.
Ainda em 1892, Maher sofreu novo revés, quando foi nocauteado pelo campeão australiano dos pesos-pesados Joe Goddard. Todavia, aos poucos, Maher foi se recuperando, mediante vitórias seguidas contra George Godfrey, Frank Craig e Gus Ruhlin. 
Em 1895, Maher combateu Steve O' Donnell, em luta válida título mundial dos pesos-pesados, uma vez que o então campeão Jim Corbett havia anunciado sua intenção de se aposentar e entregar seu título ao vencedor dessa luta. Maher venceu a luta, mediante um rápido nocaute no primeiro assalto, contrariando as expectativas de Corbett, que desejava passar o título ao seu pupilo O'Donnell. 
Descumprindo sua promessa, Corbett nunca chegou a transferir seu título oficialmente, de modo que Maher entrou para história apenas como o dententor de um pretenso título de campeão mundial dos pesos-pesados.  
Posteriormente, em 1896, em seu segundo encontro contra Bob Fitzsimmons, Maher acabou sendo nocauteado no primeiro assalto, o que resultou na perda do seu pretenso título mundial dos pesos-pesados.
Nos anos que se seguiram à perda de seu título, Maher continuou sendo um lutador bastante combativo, tendo conseguido obter muitas vitórias, inclusive contra oponentes valorosos, tais como Frank Paddy Slavin e Joe Choynski.
Porém, a partir de 1900, a carreira de Maher começou a entrar em declínio, com os muitos resultados negativos se acumulando ao longo dos anos, o que levaram Maher decidir parar em 1913.